# Eritreer in Deutschland
Ab den 2010er Jahren ist die Zahl der Eritreer in Deutschland stark angestiegen. 2022 lebten knapp 82.000 Eritreer in Deutschland, womit diese zu den größten afrodeutschen Gruppen gehören. Die meisten davon sind Flüchtlinge, die als junge Menschen vor Unterdrückung und Verfolgung in ihrem Heimatland geflohen sind.

## Geschichte
Die Beziehungen zwischen Deutschland und dem Horn von Afrika reichen mindestens bis ins frühe 15. Jahrhundert zurück; drei äthiopische Mönche, Petrus, Bartholomeus und Antonius, waren 1416–1418 in Konstanz und nahmen am Konzil von Konstanz teil. Im Spätmittelalter kontrollierte das Kaiserreich Äthiopien auch einen großen Teil des heutigen Eritrea. Es ist daher möglich, dass diese Mönche aus dem heutigen Eritrea stammten.
Seit dem Ausbruch des eritreischen Unabhängigkeitskrieges sind viele Eritreer als Flüchtlinge und Asylsuchende aus ihrer Heimat geflohen. Eritreische Unterstützer der Eritreischen Volksbefreiungsfront (EPLF) waren in Deutschland stark vertreten. Das Eritrea Hilfswerk Deutschland ist eine 1976 gegründete deutsche Organisation, die die Eritrean Relief Association der EPLF unterstützte (die ihrerseits eine Niederlassung in Köln hatte). Das 1979 in London gegründete Research and Information Centre on Eritrea hatte ebenfalls eine Niederlassung in Deutschland. Während des Krieges (1961–1991) suchten schätzungsweise 25.000 Eritreer Zuflucht in Deutschland.
Zwischen 2013 und 2020 wuchs die eritreische Bevölkerung in Deutschland von 11.655 auf 75.735 Personen. Nach Marokko ist Eritrea damit das zweitwichtigste Herkunftsland Afrikas in Deutschland (Stand 2021). Zwischen 2015 und 2021 zählten Staatsbürger Eritreas in jedem Jahr zu den häufigsten Herkunftsländern von Asylbewerbern in Deutschland, mit teilweise über 10.000 Asylanträgen pro Jahr. Hauptmotiv für die Flucht war meistens die Einberufung in die Streitkräfte Eritreas, welcher häufig Zwangsarbeit beinhaltet und von unbestimmter Dauer ist. Die meisten Flüchtlinge gelangten mithilfe von Schlepperbanden über die Mittelmeerroute nach Deutschland.
2015 wurde in deutschen Medien berichtet, dass das eritreische Regime bei Auslandseritreern seit vielen Jahren eine sogenannte „Aufbausteuer“ von zwei Prozent des Nettoeinkommens über ihre ausländischen Vertretungen eintreibt, welche essenziell für das Regime sind. Wer die Steuer nicht zahlt, erhält keine Dienstleistungen mehr vom eritreischen Staat und kann damit z. B. nicht mehr in das Land einreisen, um Verwandte zu besuchen.
Im Oktober 2022 entschied das Bundesverwaltungsgericht, dass die Beantragung von Reisepässen in der eritreischen Botschaft für Staatsangehörige in Deutschland „unzumutbar“ sei. Personen müssten für einen Reisepass eine „Reueerklärung“ mit einer Selbstbezichtigung einer Straftat abgeben.

## Geografische Verteilung
Die meisten Eritreer in Deutschland leben in städtischen Gebieten, vor allem in den Bundesländern Hessen, Nordrhein-Westfalen und Bayern. Besonders viele Eritreer haben sich im Rhein-Main-Gebiet angesiedelt.

## Politik
Mit der Gründung von politischen Organisationen begannen Mitglieder der eritreische Diaspora sich bereits während des Unabhängigkeitskrieges politisch für ihr Heimatland zu organisieren. In jüngerer Zeit kam es innerhalb der Diaspora zu Konflikten über die politische Situation im Heimatland. Es kam in Deutschland zu Großdemonstrationen von Anhängern des autoritären Regimes von Isayas Afewerki, vor dem viele Eritreer geflohen sind. Auch sollen Regimegegner in Deutschland bedroht und eingeschüchtert worden sein.

## Religion
In Eritrea leben vorwiegend Christen und Muslime. Die genaue religiöse Zusammensetzung der Eritreer in Deutschland ist unbekannt. Es gibt in deutschen Großstädten allerdings wachsende Gemeinschaften an Eritreisch-Orthodoxen Christen und Gottesdienste nach eritreischem Ritus, welche eine wichtige Identifikation für viele Eritreer sind.

## Bekannte Deutsch-Eritreer
- Awet Tesfaiesus (* 1974), Politikerin von Bündnis 90/Die Grünen und Abgeordnete des Deutschen Bundestags
- Eskindir Tesfay (* 1976), Schauspieler, Martial Artist und Stuntman
- Afrob (* 1977), Rapper und Schauspieler
- Amiaz Habtu (* 1977), Rapper und Moderator
- Filmon Ghirmai (* 1979), Hindernisläufer
- Hadnet Tesfai (* 1979), Fernseh- und Radiomoderatorin
- Tedros Teclebrhan (* 1983), Komiker, Schauspieler, Musiker, Musicaldarsteller und Webvideoproduzent.
- Eleni Gebrehiwot (* 1984), Langstreckenläuferin
- Nura (* 1988), Rapperin, Sängerin, Autorin und Schauspielerin
- Joel Gerezgiher (* 1995), Fußballspieler
- Amanal Petros (* 1995), Langstreckenläufer